# Petr Zahálka
Petr Zahálka (* 7. srpna 1940) je bývalý český fotbalista, obránce.

## Fotbalová kariéra
V československé lize hrál za Spartak Hradec Králové. V lize nastoupil ve 37 utkáních. Gól nedal. Do Hradce se vrátil po vojně v Dukle Kostelec nad Orlicí v roce 1961 a na podzim nastoupil v lize ve 4 utkáních. Další čtyři roky hrál za rezervu. Druhou šanci dostal až v roce 1965. V roce 1969 se v přípravě těžce zranil a skončil v A týmu.

## Ligová bilance
| Ročník                                   | Zápasy | Góly | Klub                   |
| ---------------------------------------- | ------ | ---- | ---------------------- |
| 1. československá fotbalová liga 1961/62 | 4      | 0    | Spartak Hradec Králové |
| 1. československá fotbalová liga 1965/66 | 23     | 0    | Spartak Hradec Králové |
| 1. československá fotbalová liga 1966/67 | 10     | 0    | Spartak Hradec Králové |
| CELKEM                                   | 37     | 0    |                        |